# Систематика жуков

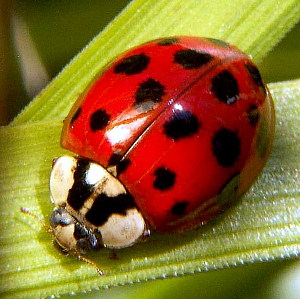
Божья коровка Harmonia axyridis

Отряд жесткокрылых (Coleoptera Linnaeus, 1758) входит в инфракласс новокрылых подкласса крылатых класса насекомых.
Он включает в себя четыре подотряда: архостематы, или древние жуки (Archostemata), миксофага (Myxophaga), плотоядные жуки (Adephaga) и разноядные жуки (Polyphaga). Подотряды архостемат и миксофага являются наименьшими, а самым крупным — всеядные жуки, которых насчитывается около 300 тыс. видов. Подотряд хищных жуков насчитывает около 50 тыс. видов.  Традиционные классификации (или системы) отряда жуков включают около 150 семейств.
Согласно данным на 2011 год в отряде жесткокрылых признано 24 надсемейства, 211 семейств, 541 подсемейство, 1663 трибы и 740 подтриб.

## Protocoleoptera (вымершие)
- † Подотряд Protocoleoptera
  - † Надсемейство Tshekardocoleoidea Rohdendorf, 1944
    - † Семейство Coleopsidae Kirejtshuk & Nel, 2016 — Колеопсиды
    - † Семейство Tshekardocoleidae Rohdendorf, 1944 — Чекардоколеиды
    - † Семейство Labradorocoleidae Ponomarenko, 1969
    - † Семейство Oborocoleidae Kukalová, 1969

  - † Надсемейство Permocupedoidea Martynov, 1933
    - † Семейство Permocupedidae Martynov, 1933
    - † Семейство Taldycupedidae Rohdendorf, 1961

  - † Надсемейство Permosynoidea Tillyard, 1924
    - † Семейство Ademosynidae Ponomarenko, 1968
    - † Семейство Permosynidae Tillyard, 1924

## Архостематы
- Подотряд Архостематы (Archostemata Kolbe, 1908)
  - Серия семейств Купедиформные (Cupediformia Kirejtshuk, 1991)
    - Надсемейство Купедоидные (Cupedoidea Laporte, 1836)
      - Семейство Лакомки (Cupedidae Laporte, 1836)
      - Семейство Кроусониеллиды (Crowsoniellidae Iablokoff-Khnzorian, 1983)
      - Семейство Ommatidae Sharp & Muir, 1912
      - † Семейство Triadocupedidae Ponomarenko, 1966
      - Семейство Юродиды (Jurodidae Ponomarenko, 1985) (=Сихотэалинииды (Sikhotealiniidae Lafer, 1996))

  - Серия семейств Micromaltiformia Kirejtshuk, 1991
    - Надсемейство Micromalthoidea
      - Семейство Микромальтиды (Micromalthidae Barber, 1913)

## Плотоядные жуки
- Подотряд плотоядные, или хищные, жуки (Adephaga Schellenberg, 1806)
  - Серия семейств Haliplomorpha Brulle', 1835
    - † Надсемейство Triaploidea Ponomarenko, 1977
      - † Семейство Triaplidae Ponomarenko, 1977

    - Надсемейство Галиплоидные (Haliploidea)
      - Семейство Плавунчики (Haliplidae Aubé, 1836)

  - Серия семейств Карабиформные (Carabomorpha)
    - Надсемейство Гириноидные (Gyrinoidea Latreille, 1810)
      - Семейство Вертячки (Gyrinidae Latreille, 1810)

    - Надсемейство Дитискоидные (Dytiscoidea Leach, 1815)
      - † Семейство Colymbotethidae Ponomarenko, 1993
      - Семейство Hygrobiidae Regimbart, 1878
      - † Семейство Parahygrobiidae Ponomarenko, 1977
      - † Семейство Coptoclavidae Ponomarenko, 1961
      - † Семейство Liadytidae Ponomarenko, 1977
      - Семейство Нырялки (Noteridae Thomson, 1860)(Толстоусы)
        - Подсемейство Noterinae Thomson, 1860
        - Подсемейство Notomicrinae Zimmermann, 1919
        - Подсемейство Phreatodytinae Uéno, 1957

      - Семейство Амфизоиды (Amphizoidae Lacordaire, 1854)
      - Семейство Плавунцы (Dytiscidae Leach, 1815)
        - Подсемейство Agabinae Thomson, 1867
        - Подсемейство Colymbetinae Erichson, 1837
        - Подсемейство Copelatinae Branden, 1885
        - Подсемейство Coptotominae Branden, 1884
        - Подсемейство Dytiscinae Leach, 1815
        - Подсемейство Hydrodytinae Miller, 2001
        - Подсемейство Hydroporinae Aubé, 1836
        - Подсемейство Laccophilinae Gistel, 1856
        - Подсемейство Lancetinae Branden, 1884
        - Подсемейство Matinae Branden, 1885

    - Надсемейство Rhysodoidea ???Laporte, 1840
      - Семейство Ризодиды (Rhysodidae Laporte, 1840)
        - Подсемейство Clinidiinae
        - Подсемейство Dhysorinae
        - Подсемейство Leoglymmiinae
        - Подсемейство Medisorinae
        - Подсемейство Omoglymmiinae
        - Подсемейство Rhysodinae
        - Подсемейство Sloanoglymmiinae

    - Надсемейство Карабоидные (Caraboidea ???Latreille, 1802)
      - Семейство Трахипахиды (Trachypachidae Thomson, 1857)
      - Семейство Жужелицы (Carabidae Latreille, 1802)
        - Подсемейство Amblytelinae Sloane, 1898 (оспаривается)
        - Подсемейство Апотомины (Apotominae Illiger, 1807)
        - Подсемейство Бомбардиры (Brachininae Bonelli, 1810)
        - Подсемейство Жужелицы-головачи (Broscinae Latreille, 1802)
        - Подсемейство Жужелицы (Carabinae Latreille, 1802)
        - Подсемейство Скакуны (Cicindelinae Latreille, 1802) (оспаривается)
        - Подсемейство Cicindinae Baenninger, 1927
        - Подсемейство Тинники (Elaphrinae Latreille, 1802)
        - Подсемейство Харпалины (Harpalinae Bonelli, 1810)
        - Подсемейство Hiletinae Schiodte, 1847
        - Подсемейство Лорицерины (Loricerinae Bonelli, 1810)
        - Подсемейство Пауссины (Paussinae Latreille, 1807)
        - Подсемейство Melaeninae Alluaud, 1934
        - Подсемейство Migadopinae Chaudoir, 1861
        - Подсемейство Плотинники (Nebriinae Laporte, 1834) (оспаривается)
        - Подсемейство Nototylinae Bonelli, 1810
        - Подсемейство Омофроны (Omophroninae Bonelli, 1810)
        - Подсемейство Бомбардиры (Paussinae Latreille, 1807)
        - Подсемейство Promecognathinae LeConte, 1853
        - Подсемейство Псидрины (Psydrinae LeConte, 1853)
        - Подсемейство Скариты (Scaritinae Bonelli, 1810)
        - Подсемейство Сиагонины (Siagoninae Bonelli, 1813)
        - Подсемейство Трехины (Trechinae Bonelli, 1810)

## Миксофага
- Подотряд Миксофага (Myxophaga Crowson, 1955)
  - Серия семейств Microsporomorpha ???Crotch, 1873
    - † Надсемейство Asiocoleoidea Rohdendorf, 1961
      - † Семейство Asiocoleidae Rohdendorf, 1961
      - † Семейство Tricoleidae Ponomarenko, 1969

    - † Надсемейство Rhombocoleoidea Rohdendorf, 1961
      - † Семейство Rhombocoleidae Rohdendorf, 1961

    - † Надсемейство Schizophoroidea Ponomarenko, 1968
      - † Семейство Schizophoridae Ponomarenko, 1968
      - † Семейство Catiniidae Ponomarenko, 1968
      - † Семейство Schizocoleidae Rohdendorf, 1961

    - Надсемейство Microsporoidea Crotch, 1873
      - Семейство Lepiceridae Hinton, 1936
      - Семейство Шаровики (Sphaeriusidae Erichson, 1845)
      - Семейство Гидроскафиды (Hydroscaphidae LeConte, 1874)
      - Семейство Торридинколиды (Torridincolidae Steffan, 1964)

## Разноядные жуки
- Подотряд Разноядные жуки (Polyphaga Emery, 1886)
  - Серия семейств Стафилиниформные (Staphyliniformia Lameere, 1900)
    - Надсемейство Гидрофилоидные (Hydrophiloidea Latreille, 1802)
      - Семейство Влаголюбы (Hydrochidae C.G. Thomson, 1859)
      - Семейство Морщинники (Helophoridae Leach, 1815)
      - Семейство Сперхеиды (Spercheidae Erichson, 1837)
      - Семейство Водолюбы (Hydrophilidae Latreille, 1802)
        - Подсемейство Horelophinae Hansen, 1991
        - Подсемейство Horelophopsinae Hansen, 1997
        - Подсемейство Hydrophilinae Latreille, 1802
        - Подсемейство Sphaeridiinae Latreille, 1802

      - Семейство Илоносцы (Georissidae Laporte, 1819)

    - Надсемейство Гистероидные (Histeroidea Gyllenhal, 1808)
      - Семейство Таёжники (Sphaeritidae Shuckard, 1839)
      - Семейство Синтелииды (Synteliidae Lewis, 1882)
      - Семейство Карапузики (Histeridae Gyllenhal, 1808)
        - Подсемейство Abraeinae Macleay, 1819
        - Подсемейство Chlamydopsinae Bickhardt, 1914
        - Подсемейство Dendrophilinae Reitter, 1909
        - Подсемейство Hetaeriinae Marseul, 1857
        - Подсемейство Histerinae Gyllenhal, 1808
        - Подсемейство Niponiinae Fowler, 1912
        - Подсемейство Onthophilinae MacLeay, 1819
        - Подсемейство Saprininae Blanchard, 1845
        - Подсемейство Tribalinae Bickhardt, 1914

    - Надсемейство Стафилиноидные (Staphylinoidea Latreille, 1802)
      - Семейство Водобродки (Hydraenidae Mulsant, 1844)
        - Подсемейство Hydraeninae Mulsant, 1844
        - Подсемейство Ochthebiinae Thomson, 1995
        - Подсемейство Orchymontiinae Perkins, 1997
        - Подсемейство Prosthetopinae Perkins, 1994

      - Семейство Агиртиды  (Agyrtidae C.G. Thomson, 1859)
        - Подсемейство Agyrtinae Thomson, 1859
        - Подсемейство Necrophilinae Newton, 1997
        - Подсемейство Pterolomatinae Thomson, 1862

      - Семейство Лейодиды (Leiodidae Fleming, 1821)
        - Подсемейство Camiarinae Jeannel, 1911
        - Подсемейство Catopocerinae Hatch, 1927
        - Подсемейство Cholevinae Kirby, 1837
        - Подсемейство Колонины (Coloninae Horn, 1800)
        - Подсемейство Leiodinae Fleming 1821
        - Подсемейство Бобровые блохи (Platypsyllinae Ritsema 1869) (Бобровики)

      - Семейство Мертвоеды (Silphidae Latreille, 1807)
        - Подсемейство Настоящие мертвоеды (Silphinae Latreille, 1807)
        - Подсемейство Могильщики (Nicrophorinae Kirby, 1837)

      - Семейство Сцидмениды (Scydmaenidae Leach, 1815)
        - † Подсемейство Hapsomelitae Poinar & Brown, 2004
        - Подсемейство Mastigitae Fleming, 1821
        - Подсемейство Scydmaenitae Leach, 1815

      - Семейство Перокрылки (Ptiliidae Heer, 1843)
        - Подсемейство Acrotrichinae Reitter, 1909
        - Подсемейство Cephaloplectinae Sharp, 1883
        - Подсемейство Limulodinae Ganglbauer, 1899)
        - Подсемейство Nanosellinae Barber, 1924
        - Подсемейство Ptiliinae Heer, 1843

      - Семейство Стафилиниды (Staphylinidae Latreille, 1802)
        - Подсемейство Aleocharinae Fleming, 1821
        - Подсемейство Apateticinae Fauvel, 1895
        - Подсемейство Dasycerinae Reitter, 1887
        - Подсемейство Empelinae Newton & Thayer, 1992
        - Подсемейство Euaesthetinae C.G. Thomson, 1859
        - Подсемейство Glypholomatinae Jeannel, 1962
        - Подсемейство Habrocerinae Mulsant & Rey, 1877
        - Подсемейство Leptotyphlinae Fauvel, 1874
        - Подсемейство Megalopsidiinae Leng, 1920
        - Подсемейство Micropeplinae Leach, 1815
        - Подсемейство Microsilphinae Crowson, 1950
        - Подсемейство Neophoninae Fauvel, 1905
        - Подсемейство Olisthaerinae C.G. Thomson, 1858
        - Подсемейство Omaliinae MacLeay, 1825
        - Подсемейство Osoriinae Fauvel, 1895
        - Подсемейство Oxyporinae Fleming, 1821
        - Подсемейство Oxytelinae Fleming, 1821
        - Подсемейство Paederinae Fleming, 1821
        - Подсемейство Phloeocharinae Erichson, 1839
        - Подсемейство Piestinae Erichson, 1839
        - Подсемейство Proteininae Erichson, 1839
        - Подсемейство Protopselaphinae Newton & Thayer, 1995
        - Подсемейство Ощупники (Pselaphinae Latreille, 1802)
        - Подсемейство Pseudopsinae Ganglbauer, 1895
        - Подсемейство Челновидки (Scaphidiinae Latreille, 1807)
        - Подсемейство Solieriinae Newton and Thayer 1992
        - Подсемейство Staphylininae Latreille, 1802
        - Подсемейство Steninae MacLeay, 1825
        - Подсемейство Tachyporinae MacLeay, 1825
        - Подсемейство Trichophyinae C.G. Thomson, 1858
        - Подсемейство Trigonurinae Erichson, 1839

  - Серия семейств Скарабеоидные (Scarabaeoidea Latreille, 1802)
    - Надсемейство Скарабеоидные (Scarabaeoidea Latreille, 1802)
      - Семейство Пескожилы (Glaresidae Semenov-Tian-Shanskii_&_Medvedev, 1932)
      - Семейство Сахарные жуки (Passalidae Leach, 1815)
        - Подсемейство Aulacocyclinae Kaup, 1868
        - Подсемейство Leptaulacinae Kaup, 1868
        - Подсемейство Macrolininae
        - Подсемейство Passalinae Leach, 1815

      - Семейство Рогачи (Lucanidae Latreille, 1804) (Гребенчатоусые)
        - Подсемейство Aesalinae MacLeay, 1819
        - Подсемейство Lampriminae MacLeay, 1819
        - Подсемейство Lucaninae Latreille, 1804
        - Подсемейство Nicaginae LeConte, 1861
        - Подсемейство Penichrolucaninae Arrow, 1950
        - Подсемейство Syndesinae MacLeay, 1819
        - † Подсемейство Protolucaninae Nikolajev, 2007
        - † Подсемейство Ceruchitinae Nikolajev, 2006

      - Семейство Падальники (Trogidae Macleay, 1819) (Троксы, Трогиды)
        - Подсемейство Troginae Macleay, 1819
        - † Подсемейство Avitortorinae Nikolajev, 2007
        - † Подсемейство Prototroginae Nikolajev, 2000

      - Семейство Pleocomidae LeConte, 1861
        - Подсемейство Pleocominae LeConte, 1861
        - † Подсемейство Cretocominae Nikolajev, 2002

      - Семейство Diphyllostomatidae Holloway, 1972
      - Семейство Навозники-землерои (Geotrupidae Latreille, 1802) (Геотрупиды, или Жуки-землерои)
        - Подсемейство Bolboceratinae Mulsant, 1842
        - Подсемейство Geotrupinae Latreille, 1802
        - Подсемейство Taurocerastinae Germain, 1897

      - Семейство Оходеиды (Ochodaeidae Mulsant & Rey, 1871) (Жуки-пескорои)
      - Семейство Belohinidae Paulian, 1959
      - Семейство Гибосориды (Hybosoridae Erichson, 1847)
        - Подсемейство Anaidinae Nikolajev, 1996
        - Подсемейство Ceratocanthinae Martínez, 1968
        - Подсемейство Hybosorinae Erichson, 1847
        - Подсемейство Liparochrinae Ocampo, 2006
        - Подсемейство Pachyplectrinae Ocampo, 2006

      - Семейство Мохнатые хрущики (Glaphyridae Macleay, 1819) (Шмелевки)
        - Подсемейство Glaphyrinae MacLeay, 1819
        - Подсемейство Lichniinae

      - Семейство Пластинчатоусые (Scarabaeidae Latreille, 1802)
        - Подсемейство Ceratocanthinae A. Martínez, 1968
        - Подсемейство Пескожилы (Aegialiinae Laporte, 1840)
        - Подсемейство Allidiostomatinae Arrow, 1940
        - Подсемейство Афодиины (Aphodiinae Leach, 1815)
        - Подсемейство Бронзовки (Cetoniinae Leach, 1815)
        - Подсемейство Динамоподины (Dynamopodinae Arrow, 1911)
        - Подсемейство Дупляки (Dynastinae MacLeay, 1819)
        - Подсемейство Euchirinae Hope, 1840
        - Подсемейство Хрущи (Melolonthinae Samouelle, 1819)
        - Подсемейство Orphninae (Erichson, 1847)
        - Подсемейство Pachypodinae (Erichson, 1840)
        - Подсемейство Phaenomeridinae Erichson, 1847
        - Подсемейство Хлебные жуки и хрущики (Rutelinae MacLeay, 1819)
        - Подсемейство Скарабеины (Scarabaeinae Latreille, 1802)
        - Подсемейство Восковики и пестряки (Trichiinae Latreille, 1802)
        - Подсемейство Коротконадкрылые пестряки (Valginae Mulsant, 1842)

  - Серия семейств Элатериформные (Elateriformia)
    - Надсемейство Dascilloidea Guérin-Méneville, 1843
      - Семейство Лопастники (Dascillidae Guérin-Méneville, 1843)
        - Подсемейство Dascillinae Guérin-Méneville, 1843
        - Подсемейство Karumiinae Escalera, 1913

      - Семейство Веероусы (Rhipiceridae Latreille, 1834)

    - Надсемейство Сциртоидные (Scirtoidea Fleming, 1821)
      - Семейство Деклинииды (Decliniidae Nikit. Lawr. Kirejt. & Gratsh., 1994)
      - Семейство Кувыркалки (Eucinetidae Lacordaire, 1857)
      - Семейство Кругляки (Clambidae Fischer, 1821)
        - Подсемейство Acalyptomerinae Crowson, 1979
        - Подсемейство Calyptomerinae Crowson, 1955
        - Подсемейство Clambinae Fischer, 1821

      - Семейство Трясинники (Scirtidae Fleming, 1821)
        - Подсемейство Nipponocyphoninae Lawrence & Yoshitomi, 2007
        - Подсемейство Scirtinae Fleming, 1821
        - Подсемейство Stenocyphoninae Lawrence & Yoshitomi, 2007

    - Надсемейство Бупрестоидные (Buprestoidea , )
      - Семейство Златки (Buprestidae Leach, 1815)
        - Подсемейство Agrilinae Laporte, 1835
        - Подсемейство Buprestinae Leach, 1815
        - Подсемейство Chrysochroinae Laporte, 1835
        - Подсемейство Galbellinae Reitter, 1911
        - Подсемейство Julodinae Lacordaire, 1857
        - Подсемейство Polycestinae Lacordaire, 1857

    - Надсемейство Бирроидные (Byrrhoidea , )
      - Семейство Пилюльщики (Byrrhidae Latreille, 1806)
        - Подсемейство Amphicyrtinae LeConte, 1861
        - Подсемейство Byrrhinae Latreille, 1806
        - Подсемейство Syncalyptinae Mulsant & Rey, 1869

      - Семейство Речники (Elmidae Curtis, 1830)
        - Подсемейство Elminae Curtis, 1830
        - Подсемейство Larainae LeConte, 1861

      - Семейство Прицепыши (Dryopidae Billberg, 1820) (большекоготники)
      - Семейство Lutrochidae Kasap & Crowson, 1975
      - Семейство Лжепилюльщики (Limnichidae Erichson, 1846)
        - Подсемейство Cephalobyrrhinae
        - Подсемейство Hyphalinae Britton, 1971
        - Подсемейство Limnichinae Erichson, 1846
        - Подсемейство Thaumastodinae Champion 1924

      - Семейство Пилоусы (Heteroceridae MacLeay, 1825)
        - Подсемейство Elythomerinae Pacheco, 1964
        - Подсемейство Heterocerinae MacLeay, 1825

      - Семейство Волнушки (Psephenidae Lacordaire, 1854)
        - Подсемейство Afroeubriinae Lee, Satô, Shepard & Jäch, 2007
        - Подсемейство Eubrianacinae Jacobson, 1913
        - Подсемейство Eubriinae Lacordaire, 1857
        - Подсемейство Psepheninae Lacordaire, 1854
        - Подсемейство Psephenoidinae Hinton, 1939

      - Семейство Cneoglossidae Champion, 1897
      - Семейство Птилодактилиды (Ptilodactylidae Laporte, 1836)
        - Подсемейство Anchytarsinae Champion, 1897
        - Подсемейство Aploglossinae Champion, 1897
        - Подсемейство Areopidsiinae Lawrence, 1991
        - Подсемейство Cladotominae Pic, 1914
        - Подсемейство Ptilodactylinae Laporte, 1836

      - Семейство Хелонарииды (Chelonariidae Blanchard, 1845)
      - Семейство Eulichadidae Crowson, 1973
      - Семейство Callirhipidae Emden, 1924

    - Надсемейство Элатероидные (Elateroidea Leach, 1815)
      - Семейство Артематоподиды (Artematopodidae Lacordaire, 1857)
        - Подсемейство Allopogoniinae Crowson, 1973
        - Подсемейство Artematopodinae Lacordaire, 1857
        - Подсемейство Electribiinae Crowson, 1975

      - Семейство Брахипсектриды (Brachypsectridae LeConte & Horn, 1883)
      - Семейство Rhinorhipidae Lawrence, 1987
      - † Семейство Praelateriidae Dolin, 1973
      - Семейство Щелкуны (Elateridae Leach, 1815)
        - Подсемейство Agrypninae Candèze, 1857
        - Подсемейство Aplastinae Stibick, 1979
        - Подсемейство Cardiophorinae Candèze, 1860
        - Подсемейство Цебриониды (Cebrioninae Latreille, 1802)
        - Подсемейство Dendrometrinae Gistel, 1856
        - Подсемейство Denticollinae Stein & Weise, 1877
        - Подсемейство Dicronychinae Schwartz, 1897
        - Подсемейство Elaterinae Leach, 1815
        - Подсемейство Hypnoidinae Schwarz, 1906
        - Подсемейство Lissominae Laporte, 1840
        - Подсемейство Melanotinae Candèze, 1859
        - Подсемейство Negastriinae Nakane et Kishii, 1956
        - Подсемейство Prosterninae Gistel, 1856
        - Подсемейство Pyrophorinae Candèze, 1863
        - Подсемейство Subprotelaterinae Fleutiaux, 1920
        - Подсемейство Thylacosterninae Fleutiaux, 1920

      - Семейство Древоеды (Eucnemidae Eschscholtz, 1829)
        - Подсемейство Anischiinae Fleutiaux, 1936
        - Подсемейство Eucneminae Eschscholtz, 1829
        - Подсемейство Macraulacinae Fleutiaux, 1923
        - Подсемейство Melasinae Fleming, 1821
        - Подсемейство Palaeoxeninae Muona, 1993
        - Подсемейство Perothopinae Lacordaire, 1857
        - Подсемейство Phlegoninae Muona, 1993
        - Подсемейство Phyllocerinae Reitter, 1905
        - Подсемейство Pseudomeninae Muona, 1993

      - Семейство Церофитиды (Cerophytidae Latreille, 1834)
      - Семейство Лжещелкуны (Throscidae Laporte, 1840)
      - Семейство Пластоцериды (Plastoceridae Crowson, 1972)

    - Надсемейство Кантароидные (Cantharoidea)
      - Семейство Омализиды (Omalisidae Lacordaire, 1857)
      - † Семейство Berendtimiridae Winkler, 1987
      - Семейство Краснокрылы (Lycidae Laporte, 1836)
        - Подсемейство Ateliinae Kleine, 1928
        - Подсемейство Dexorinae Bocak & Bocakova, 1990
        - Подсемейство Dictyopterinae Kleine, 1928
        - Подсемейство Libnetinae Bocak & Bocakova, 1990
        - Подсемейство Lycinae Laporte, 1836
        - Подсемейство Lyropaeinae Bocak & Bocakova, 1989

      - Семейство Дрилиды (Drilidae Blanchard, 1845)
      - Семейство Telegeusidae Leng, 1920
      - Семейство Светляки (Lampyridae Latreille, 1817)
        - Подсемейство Cyphonocerinae Crowson, 1972
        - Подсемейство Lampyrinae Latreille, 1817
        - Подсемейство Luciolinae Lacordaire, 1857
        - Подсемейство Ototetrinae (оспаривается)
        - Подсемейство Photurinae Lacordaire, 1857

      - Семейство Ометиды (Omethidae LeConte, 1861)
        - Подсемейство Driloniinae Crowson, 1972
        - Подсемейство Matheteinae LeConte, 1881
        - Подсемейство Omethinae LeConte, 1861

      - Семейство Фенгодиды (Phengodidae LeConte, 1861)
        - Подсемейство Phengodinae LeConte, 1861
        - Подсемейство Mastinocerinae LeConte, 1881

      - Семейство Мягкотелки (Cantharidae Latreille, 1802)
        - Подсемейство Cantharinae Imhoff, 1856
        - Подсемейство Malthininae Kiesenwetter, 1852
        - Подсемейство Silinae Mulsant, 1862

      - Семейство Podabrocephalidae Pic, 1930

  - Серия семейств Кукуйиформные (Cucujiformia) (=Chrysomelomorpha)
    - Надсемейство Derodontoidea LeConte, 1861
      - Семейство Деродонтиды (Derodontidae LeConte, 1861)

    - Надсемейство Бострихоидные (Bostrichoidea Latreille, 1802)
      - Семейство Нозодендриды (Nosodendridae Erichson, 1846)
      - Семейство Кожееды (Dermestidae Latreille, 1807)
        - Подсемейство Anthreninae
        - Подсемейство Dermestinae Latreille, 1807
        - Подсемейство Marioutinae Jacobson, 1913
        - Подсемейство Megatominae Leach, 1815

      - Семейство Эндекатомиды (Endecatomidae LeConte, 1861)
      - Семейство Капюшонники (Bostrichidae Latreille, 1802)
        - Подсемейство Bostrichinae Latreille, 1802
        - Подсемейство Dinoderinae Thomson, 1863
        - Подсемейство Dysidinae Lesne, 1921
        - Подсемейство Euderiinae Lesne, 1934
        - Подсемейство Polycaoninae Lesne, 1896
        - Подсемейство Psoinae

      - Семейство Жуки-точильщики (Anobiidae Stephens, 1830)
        - Подсемейство Alvarenganiellinae Viana & Martinez, 1971
        - Подсемейство Anobiinae Fleming, 1821
        - Подсемейство Dorcatominae C.G. Thomson, 1859
        - Подсемейство Dryophilinae LeConte, 1861
        - Подсемейство Ernobiinae Pic, 1912
        - Подсемейство Eucradinae Leconte, 1861
        - Подсемейство Mesocoelopodinae Mulsant & Rey, 1864
        - Подсемейство Ptilininae Shuckard, 1840
        - Подсемейство Xyletininae Gistel, 1856

      - Семейство Якобсонииды (Jacobsoniidae Heller, 1926)
      - Семейство Древогрызы (Lyctidae Latreille, 1802)

    - Надсемейство Lymexyloidea Fleming, 1921
      - Семейство Сверлила (Lymexylidae Fleming, 1921)
        - Подсемейство Hylecoetinae Fleming, 1921
        - Подсемейство Lymexylinae Fleming, 1921
        - Подсемейство Melittommatinae Wheeler, 1986

    - Надсемейство Клероидные (Cleroidea Latreille, 1802)
      - Семейство Phloiophilidae Kisenwetter, 1863
      - Семейство Темнотелки (Trogossitidae Latreille, 1802)
        - Подсемейство Peltinae Kirby, 1837
        - Подсемейство Trogossitinae Latreille, 1802

      - Семейство Chaetosomatidae Crowson, 1955
      - Семейство Пестряки (Cleridae Latreille, 1802)
        - Подсемейство Clerinae Latreille, 1802
        - Подсемейство Enopliinae Gistel, 1856
        - Подсемейство Epiphloeinae Kuwert, 1893
        - Подсемейство Hydnocerinae Spinola, 1844
        - Подсемейство Korynetinae Laporte, 1836
        - Подсемейство Tarsosteninae Jacquelin du Val, 1860
        - Подсемейство Thaneroclerinae Chapin, 1924
        - Подсемейство Tillinae Leach, 1815

      - Семейство Acanthocnemidae Crowson, 1964
      - Семейство Phycosecidae Crowson, 1952
      - Семейство Prionoceridae Lacordaire, 1857
      - Семейство Мелириды (Melyridae Leach, 1815)
        - Подсемейство Малашки (Malachiinae Leach, 1815)
        - Подсемейство Настоящие мелириды (Melyrinae Leach, 1815)

      - Семейство Mauroniscidae Majer, 1994

    - Надсемейство Кукуйоидные (Cucujoidea , )
      - † Семейство Parandrexidae Kirejtshuk, 1993
      - Семейство Protocucujidae Crowson, 1954
      - Семейство Трутовщики (Sphindidae Jacquelin du Val, 1858)
        - Подсемейство Odontosphindinae Sen Gupta & Crowson, 1979
        - Подсемейство Protosphindinae Sen Gupta & Crowson, 1979
        - Подсемейство Sphindinae Jacquelin du Val, 1860.
        - Подсемейство Sphindiphorinae Sen Gupta & Crowson, 1979

      - Семейство Helotidae Reitter / Chapuis, 1876
      - Семейство Блестянки (жуки) (Nitidulidae Latreille, 1802)
        - Подсемейство Calonecrinae Kirejtshuk, 1982
        - Подсемейство Carpophilinae Erichson, 1842
        - Подсемейство Cillaeinae Kirejtshuk & Audisio, 1986
        - Подсемейство Cryptarchinae Thomson, 1859
        - Подсемейство Cybocephalinae Jacquelin du Val, 1858
        - Подсемейство Meligethinae Thomson, 1859
        - Подсемейство Nitidulinae Latreille, 1802

      - Семейство Boganiidae Gupta & Crowson, 1966
        - Подсемейство Paracucujinae
        - Подсемейство Boganiinae Sen Gupta & Crowson, 1966

      - Семейство Монотомиды (Monotomidae Laporte, 1840)
      - Семейство Kateretidae (Kateretidae Erichson, 1844)
      - Семейство Smicripidae Horn, 1879
      - Семейство Phloeostichidae Reitter, 1911
      - Семейство Сильваниды (Silvanidae Kirby, 1837)
        - Подсемейство Brontinae Erichson, 1845
        - Подсемейство Silvaninae Kirby, 1837

      - Семейство Passandridae Erichson / Blanchard, 1845
      - Семейство Плоскотелки (Cucujidae)
      - Семейство Laemophloeidae Ganglbauer, 1899
      - Семейство Propalticidae Crowson, 1952
      - Семейство Гладыши (жуки) (Phalacridae Leach, 1815) (Фалакриды)
        - Подсемейство Phaenocephalinae Matthews, 1899
        - Подсемейство Phalacrinae Leach, 1815

      - Семейство Hobartiidae Gupta & Crowson, 1966
      - Семейство Cavognathidae Gupta & Crowson, 1966
      - Семейство Скрытноеды (Cryptophagidae Kirby, 1837)
        - Подсемейство Atomariinae LeConte, 1861
        - Подсемейство Cryptophaginae Kirby, 1837

      - Семейство Lamingtoniidae Sen Gupta & Crowson, 1966
      - Семейство Жуки-ящерицы (Languriidae Crotch, 1873) (Лангурииды)
        - Подсемейство Cryptophilinae Casey, 1900
        - Подсемейство Erotylinae Latreille, 1802
        - Подсемейство Languriinae Crotch, 1873
        - Подсемейство Loberinae Crowson, 1981
        - Подсемейство Pharaxonothinae Crowson, 1955
        - Подсемейство Xenoscelinae Ganglbauer, 1899

      - Семейство Cryptophilidae Casey, 1900
      - Семейство Грибовики (Erotylidae Latreille, 1802)
      - Семейство Dacnidae Gistel, 1856
      - Семейство Малинники (жуки) (Byturidae Jacquelin du Val, 1858) (Малинные жуки)
      - Семейство Бифиллиды (Biphyllidae LeConte, 1861)
      - Семейство Bothrideridae Erichson, 1845
      - Семейство Церилониды (Cerylonidae Billberg, 1820) (Шароусы)
      - Семейство Alexiidae Imhoff, 1856
      - Семейство Discolomatidae Horn, 1878
      - Семейство Плеснееды (Endomychidae Leach, 1815)
        - Подсемейство Anamorphinae Strohecker, 1953 (=Mycotheninae)
        - Подсемейство Danascelinae Tomaszewska, 2000
        - Подсемейство Endomychinae Leach, 1815
        - Подсемейство Epipocinae Gorham, 1873
        - Подсемейство Eupsilobiinae Casey, 1895
        - Подсемейство Leiestinae C. G. Thomson, 1863
        - Подсемейство Lycoperdininae Redtenbacher, 1844
        - Подсемейство Merophysiinae Seidlitz, 1872
        - Подсемейство Mycetaeinae Jacquelin du Val, 1857
        - Подсемейство Pleganophorinae Jacquelin du Val, 1858
        - Подсемейство Stenotarsinae Chapuis, 1876
        - Подсемейство Xenomycetinae Strohecker in Arnett, 1962

      - Семейство Божьи коровки (Coccinellidae Latreille, 1807)
        - Подсемейство Chilocorinae Mulsant, 1846
        - Подсемейство Coccidulinae Mulsant, 1846
        - Подсемейство Coccinellinae Latreille, 1807
        - Подсемейство Epilachninae Mulsant, 1846
        - Подсемейство Hyperaspidinae Duverger, 1989
        - Подсемейство Scymninae Mulsant, 1846
        - Подсемейство Sticholotidinae Weise, 1901

      - Семейство Гнилевики (Corylophidae LeConte, 1852)
      - Семейство Latridiidae Erichson, 1842

    - Надсемейство Тенебрионоидные (Tenebrionoidea Latreille, 1802)
      - Семейство Грибоеды (Mycetophagidae Leach, 1815)
        - Подсемейство Bergininae
        - Подсемейство Esarcinae
        - Подсемейство Mycetophaginae

      - Семейство Archaeocrypticidae Kaszab, 1964
      - Семейство Pterogeniidae Crowson, 1953
      - Семейство Цииды (Ciidae Leach, 1819)
        - Подсемейство Ciinae
        - Подсемейство Orophiinae
        - Подсемейство Sphindociinae

      - Семейство Тетратомиды (Tetratomidae Billberg, 1820)
        - Подсемейство Eustrophinae
        - Подсемейство Hallomeninae
        - Подсемейство Penthinae
        - Подсемейство Piseninae
        - Подсемейство Tetratominae

      - Семейство Тенелюбы (Melandryidae Leach, 1815)
        - Подсемейство Melandryinae
        - Подсемейство Osphyinae

      - Семейство Шипоноски (Mordellidae Latreille, 1802)
        - Подсемейство Ctenidiinae
        - Подсемейство Mordellinae
        - † Подсемейство Praemordellinae

      - Семейство Скраптииды (Scraptiidae Mulsant, 1856)
        - Подсемейство Anaspidinae
        - Подсемейство Scraptiinae

      - Семейство Анаспидиды (Anaspididae Mulsant, 1856)
      - Семейство Веероносцы (Rhipiphoridae Harold & Gemminger, 1870)
        - Подсемейство Hemirhipidiinae Heller, 1921
        - Подсемейство Micholaeminae Viana, 1971
        - Подсемейство Pelecotominae Seidlitz, 1875
        - Подсемейство Ptilophorinae Gerstaecker, 1855
        - Подсемейство Ripidiinae Gerstaecker, 1855
        - Подсемейство Ripiphorinae Harold & Gemminger, 1870

      - Семейство Зофериды (Zopheridae Solier, 1834)
      - Семейство Ulodidae Pascoe, 1869
      - Семейство Perimylopidae St.George, 1939
      - Семейство Chalcodryidae Watt, 1974
      - Семейство Trachelostenidae Lacordaire, 1859
      - Семейство Чернотелки (Tenebrionidae Latreille, 1802)
      - Семейство Prostomidae C.G. Thomson, 1859
      - Семейство Synchroidae Lacordaire, 1859
      - Семейство Узконадкрылки (Oedemeridae Latreille, 1810)
      - Семейство Stenotrachelidae C.G. Thomson, 1859
      - Семейство Нарывники (Meloidae Gyllenhal, 1810)
        - Подсемейство Eleticinae Wellman, 1910
        - Подсемейство Meloinae Gyllenhal, 1810
        - Подсемейство Nemognathinae Laporte, 1840
        - Подсемейство Tetraonycinae Bøving & Craighead, 1931

      - Семейство Миктериды (Mycteridae Blanchard, 1845)
      - Семейство Бориды (жуки) (Boridae C.G. Thomson, 1859)
      - Семейство Триктенотомиды (Trictenotomidae Blanchard, 1845)
      - Семейство Трухляки (Pythidae Solier, 1834)
      - Семейство Огнецветки (Pyrochroidae Latreille, 1807)
      - Семейство Трубачи (жуки) (Salpingidae Leach, 1815)
      - Семейство Быстрянки (жуки) (Anthicidae Latreille, 1819)
      - Семейство Адериды (Aderidae Winkler, 1927)

    - Надсемейство Хризомелоидные (Chrysomeloidea Latreille, 1802)
      - Семейство Большеноги (жуки) (Megalopodidae Latreille, 1802)
        - Подсемейство Megalopodinae Latreille, 1802
        - Подсемейство Palophaginae Kuschel & May, 1990
        - Подсемейство Zeugophorinae Böving & Craighead, 1931

      - Семейство Орсодакниды (Orsodacnidae C.G. Thomson, 1859)
      - Семейство Листоеды (Chrysomelidae Latreille, 1802)
        - Подсемейство Щитоноски (Cassidinae)
        - Подсемейство Хризомелины (Chrysomelinae)
        - Подсемейство Клитрины (Clytrinae)
        - Подсемейство Трещалки (Criocerinae)
        - Подсемейство Скрытоглавы (Cryptocephalinae)
        - Подсемейство Радужницы (Donaciinae)
        - Подсемейство Козявки (Galerucinae)
        - Подсемейство Эумольпины (Eumolpinae)
        - Подсемейство Лампросоматины (Lamprosomatinae)
        - Подсемейство Синетины (Synetinae)

      - Семейство Зерновки (Bruchidae Latreille, 1802), иногда как подсемейство в Chrysomelidae
        - Подсемейство Amblycerinae Bridwell 1932
        - Подсемейство Bruchinae Latreille, 1802
        - Подсемейство Kytorhininae Bridwell 1932
        - Подсемейство Pachymerinae Bridwell, 1929
        - Подсемейство Rhaebinae Chapuis, 1874

      - Семейство Усачи (жуки) (Cerambycidae Latreille, 1802) (Дровосеки)
        - Подсемейство Anoplodermatinae Guérin-Méneville, 1840 (оспаривается)
        - Подсемейство Dorcasominae Lacordaire, 1868
        - Подсемейство Настоящие усачи (Cerambycinae Latreille, 1802)
        - Подсемейство Disteniinae Thomson, 1860
        - Подсемейство Ламиины (Lamiinae Latreille, 1802)
        - Подсемейство Усачики (Lepturinae Latreille, 1802)
        - Подсемейство Necydalinae (Latreille) Pascoe, 1864
        - Подсемейство Парандрины (Parandrinae Latreille, 1802)
        - Подсемейство Philinae Thomson, 1860 (оспаривается)
        - Подсемейство Усачи-прионины (Prioninae Latreille, 1802)
        - Подсемейство Спондилидины (Spondylidinae Serville, 1832)

      - Семейство Дистенииды (Disteniidae J. Thomson, 1860)
      - Семейство Vesperidae Mulsant, 1839
      - Семейство Oxypeltidae Lacordaire, 1869

  - Серия семейств Куркулиониформные (Curculioniformia Kirejtshuk, 1991) (?)
    - Надсемейство Куркулионоидные (Curculionoidea Latreille, 1802)
      - † Семейство Obrieniidae Zherikhin & Gratshev, 1993
      - Семейство Цветожилы (Nemonychidae Bedel, 1882)
      - Семейство Ложнослоники (Anthribidae Billberg, 1820)
        - Подсемейство Anthribinae Billberg, 1820
        - Подсемейство Choraginae Kirby, 1819
        - Подсемейство Urodontinae Thomson, 1859

      - † Семейство Eccoptarthridae Arnoldi, 1977
      - Семейство Белиды (Belidae Schoenherr, 1826)
      - Семейство Трубковёрты (Attelabidae Billberg, 1820)
        - Подсемейство Apoderinae
        - Подсемейство Archolabinae
        - Подсемейство Attelabinae
        - Подсемейство Isotheinae
        - Подсемейство Pterocolinae
        - Подсемейство Букарки (Rhynchitinae Gistel, 1865) (или отдельное семейство)

      - Семейство Долготелы (Brentidae Billberg, 1820)
      - Семейство Семяеды (Apionidae Schoenherr, 1823)
      - Семейство Caridae Thomson, 1992
      - Семейство Итицериды (Ithyceridae Schoenherr, 1823)
      - Семейство Долгоносики (Curculionidae Latreille, 1802)
        - Подсемейство Bagoinae
        - Подсемейство Baridinae
        - Подсемейство Brachycerinae
        - Подсемейство Ceutorhynchinae
        - Подсемейство Conoderinae
        - Подсемейство Cossoninae
        - Подсемейство Cryptorhynchinae
        - Подсемейство Настоящие долгоносики (Curculioninae Latreille, 1802)
        - Подсемейство Cyclominae
        - Подсемейство Трубконосики (Dryophthorinae Schönherr, 1825)
        - Подсемейство Entiminae
        - Подсемейство Erirhininae
        - Подсемейство Hyperinae
        - Подсемейство Lixinae
        - Подсемейство Mesoptiliinae
        - Подсемейство Molytinae
        - Подсемейство Orobitidinae
        - Подсемейство Плоскоходы (Platypodinae Shuckard, 1840) (или отдельное семейство)
        - Подсемейство Polydrosinae
        - Подсемейство Raymondionyminae
        - Подсемейство Короеды (Scolytinae Latreille, 1804) (или отдельное семейство)